# Света Варвара (Ставруполи)
„Света Варвара“ (на гръцки: Ι. Ν. Αγίας Βαρβάρας Σταυρουπόλεως) е православна църква в солунското предградие Ставруполи, Гърция, енорийски храм на Неаполската и Ставруполска епархия.
Църквата е разположена на улица „Лангадас“ № 162, на територията на бившите казарми „Павлос Мелас“. Църквата е изградена за нуждите на войниците, настанени във военни лагер. Открита е на 29 ноември 1959 г. по нареждане на митрополит Пантелеймон Солунски от викарния му епископ Стефан Талантски. В архитектурно отношение представлява трикорабна базилика с по-висок среден кораб, с размери 11 m х 22 m, без притвор и отделена камбанария от дясната страна. По-късно са добавени помощни помещения. На приземния етаж има 25 големи прозореца, а под покрива 15 по-малки и кръгъл оберлихт. Вътрешността е изписана в олтарното пространство и в страничните кораби на височина 3 m. Храмът е посветен на Света Варвара, смятана за покровителка на артилерията.
На 17 април 2006 година армията напуска казармите и предава църквата на Неаполската и Ставруполска митрополия. В 2011 година става енорийски храм.